# Pyrola renifolia
Pyrola renifolia là một loài thực vật có hoa trong họ Thạch nam. Loài này được Maxim. miêu tả khoa học đầu tiên năm 1859.